# Neferuptá

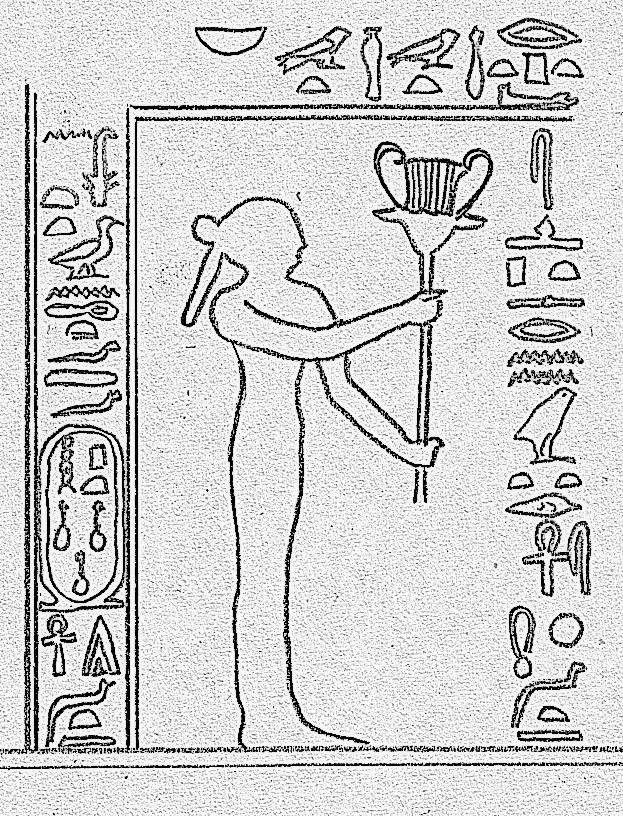
Desenho de um relevo representando a antiga princesa egípcia Neferuptá, filha do faraó Amenemés III

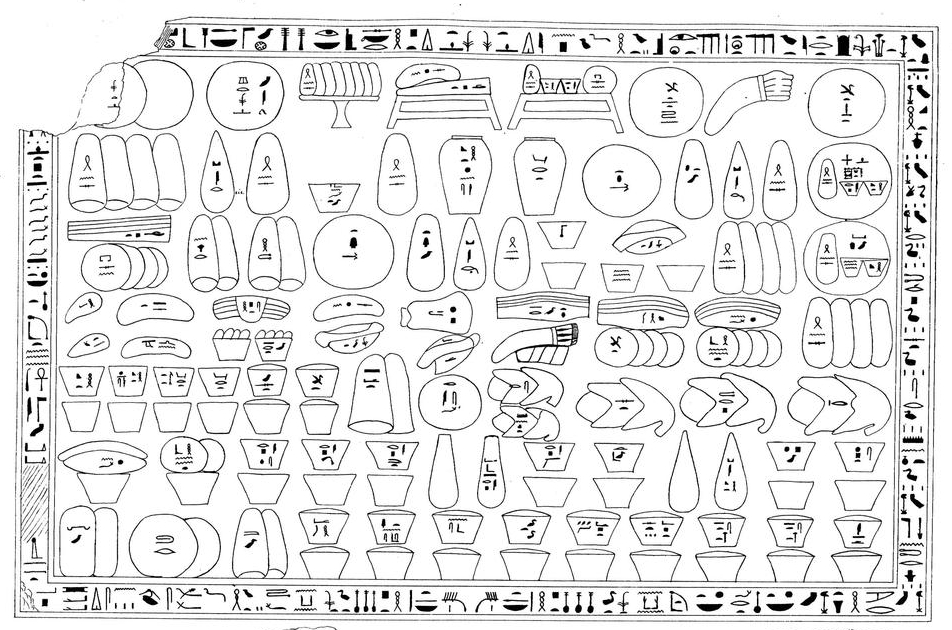
Desenho de um altar de Neferuptá, encontrado em seu túmulo planejado em Hauara

Neferuptá ou Ptaneferu (lit.  "Beleza de Ptá") foi uma princesa do Antigo Egito, filha de Amenemés III e irmã da rainha Neferusobeque. Uma cauda com contas foi encontrada com Senebtisi e vários outros, mas devido à condição de Neferuptá não estava claro se ela tinha uma que não preservou ou nunca teve uma. Sua tumba foi encontrada em Hauara junto a de seu pai, mas por algum motivo já havia sido pesadamente roubado quando encontrado. O nome de Neferuptá foi descoberto em vários fragmentos do equipamento funerário, como restos de um segundo caixão de madeira, bem como uma mesa de sacrifício de alabastro.